# Sweet Sixteen, a hazudós
A Sweet Sixteen, a hazudós Soós Péter rendező 2010-ben készült, 2011-ben bemutatott 80 perces magyar tévéfilmje. A forgatókönyvet Fonyódi Tibor és Trenka Csaba Gábor írta, a főszerepeket Stohl András és Minda Kriszta játszotta.

## Történet
|  | Alább a cselekmény részletei következnek! |

Szöszi kiszabadult a börtönből, de kint nem várta senki, nincs hová mennie. Hajléktalanná vált, az utcán lakott, egy ideig a barátaival a koldusmaffiának dolgozott. Járta a várost Macsóval, a szellemileg elmaradott, beszédhibás fiúval és Tüskével, az öreg csavargóval. Fociztak, ittak, loptak; verekedtek a jobb helyekért, nőket bámultak.
Egy fiatal középiskolás lány körülményei a látszat ellenére is rendezetlenek voltak, ezért egy érdekes és szép világot hazudott magának, és másoknak is. Az anyja már a harmadik férjével élt, a lányát elhanyagolta. Tita (így nevezte magát) 17 évesnek hazudta a korát, egy idősebb társaságba csöppent, ahol megismerkedett az alkohollal, a drogokkal, a szexszel. 
A budai fiatalok Titával együtt egyik szórakozóhelyről a másikra vándoroltak, bejárták az egész várost. Egy átmulatott, zűrzavaros éjszaka után futottak össze a már magányos Szöszivel. A látszólag két külön világot valami titok mégis összekötötte.
|  | Itt a vége a cselekmény részletezésének! |

## Szereplők
- Szöszi – Stohl András
- Tita – Minda Kriszta
- Macsó – Czukor Balázs
- Tüske – Somody Kálmán
- Erzsi, Tita anyja – Györgyi Anna
- Noir – Farkas Dénes
- Rodi – Szabó Kimmel Tamás
- Báró – Cserna Antal
- Balázs – Mesés Gáspár
- Dzsoni – Fábián Szabolcs